# パストラル花川

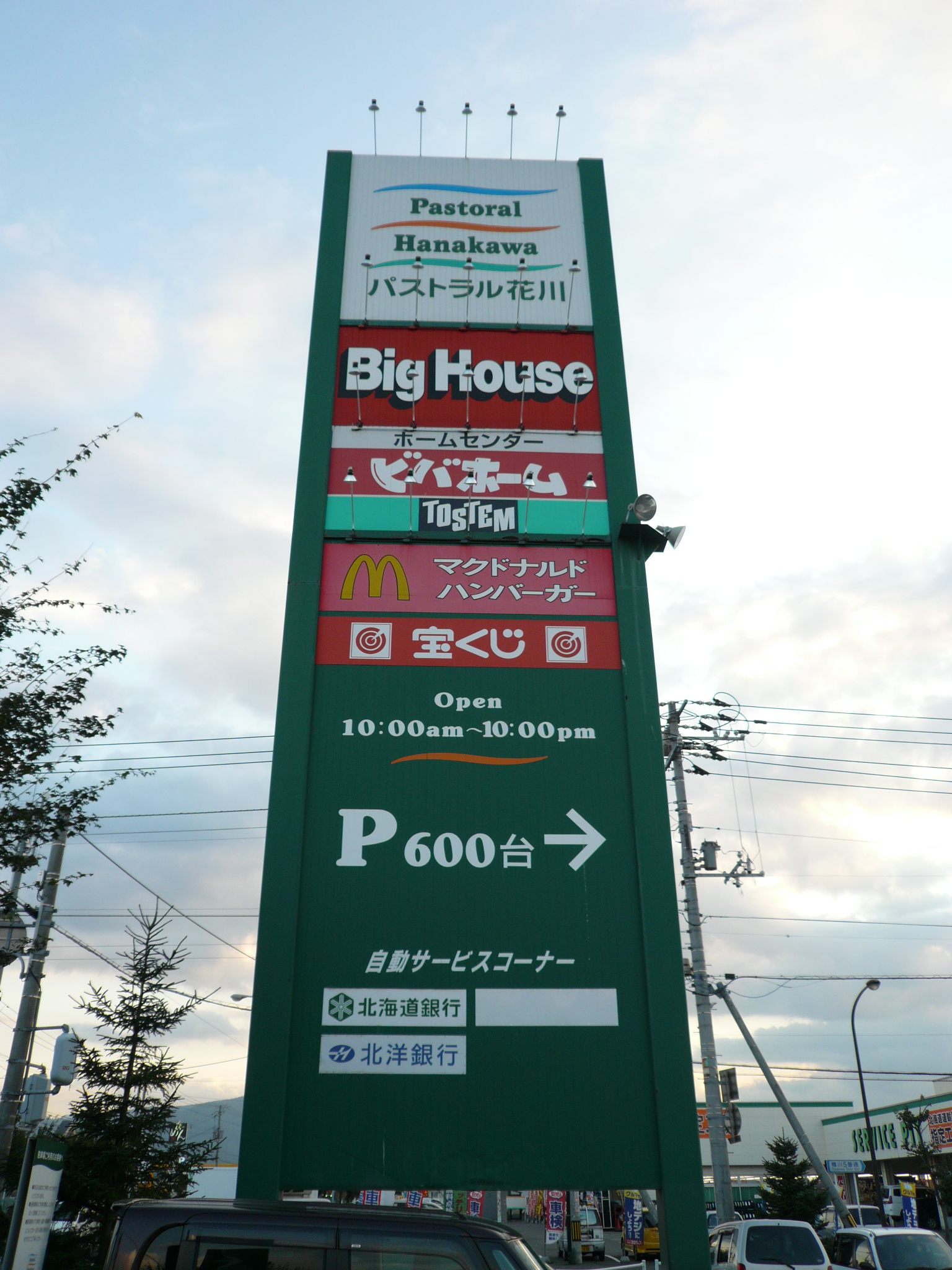
ポールサイン（2010年9月）

パストラル花川（パストラルはなかわ）は、北海道石狩市樽川にあるショッピングセンター。核店舗はビッグハウス（アークスグループ）。

## 概要
ネイバーフッド型（NSC）を採用しているショッピングセンターである。

### 沿革
- 1996年（平成8年） - パストラル花川が開業[2]。
- 2012年（平成24年）
  - 5月 - ビバホーム花川店が閉店[3]。
  - 8月23日 - ビバホーム花川店跡にカインズホームFC花川店が開業[2]。

## 主なテナント
- ビッグハウス花川店
- カインズホームFC花川店 - 店舗面積：4,106m2[2][3]

## 周辺
- 北海道道44号石狩手稲線（石狩手稲通）
- 石狩ファッションモール
- フレスポ石狩南
- 石狩ふれあいの杜公園
- 明乳パストラルシティ
- 石狩市立樽川中学校